# Avenida İstiklal
- elétrico: bonde

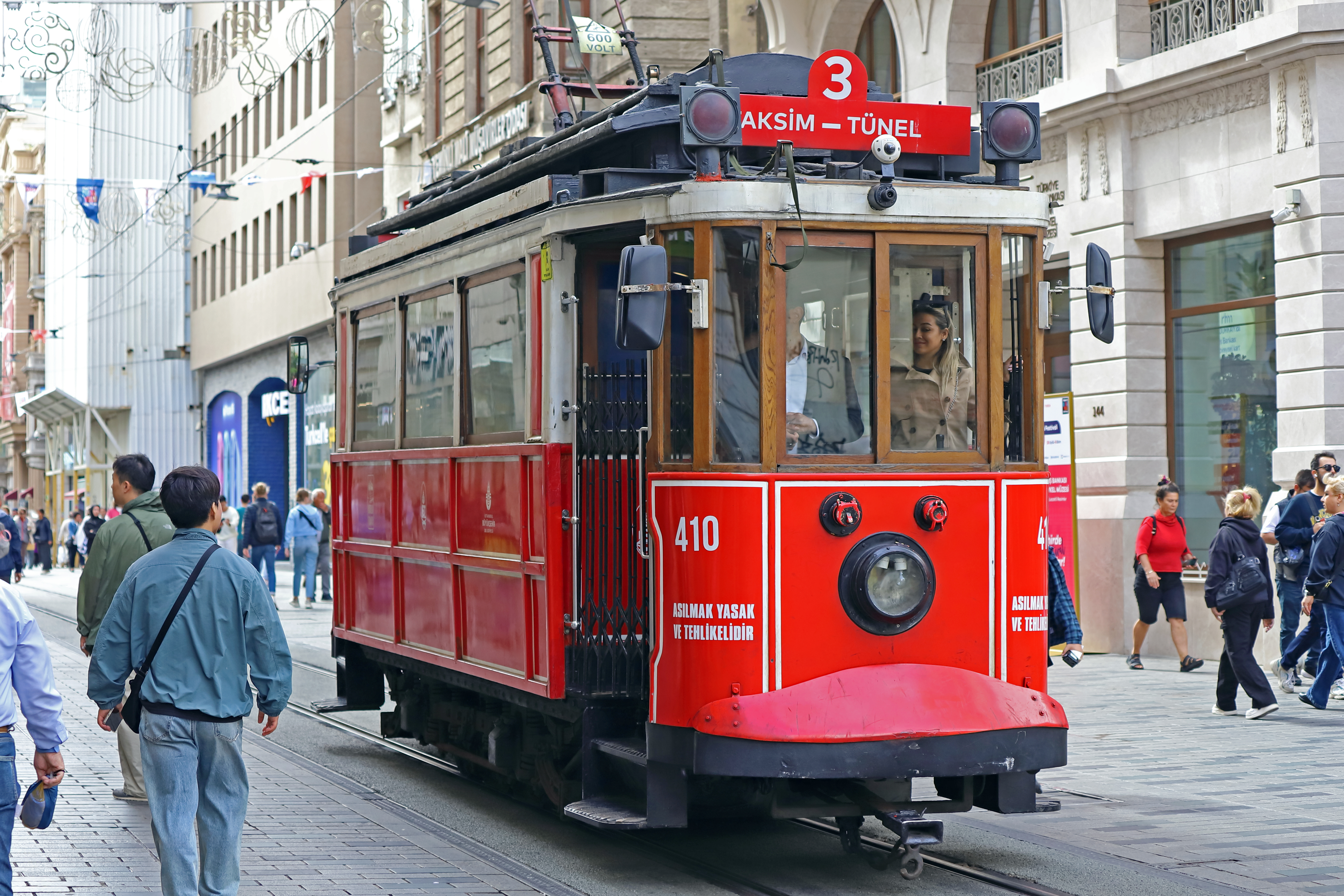
Elétrico na Avenida İstiklal

A Avenida İstiklal (em turco: İstiklâl Caddesi; Avenida da Independência), antiga Grande Rua de Pera (em francês: Grand Rue de Pera) e Cadde-i Kebir no período otomano) é uma das avenidas mais famosas de Istambul, na Turquia.[carece de fontes?] Situada no coração do distrito histórico de Beyoğlu, é muito popular tanto para os turistas como para os locais — em alguns dias de fim de semana chega a ser visitada por quase três milhões de pessoas.

## Descrição

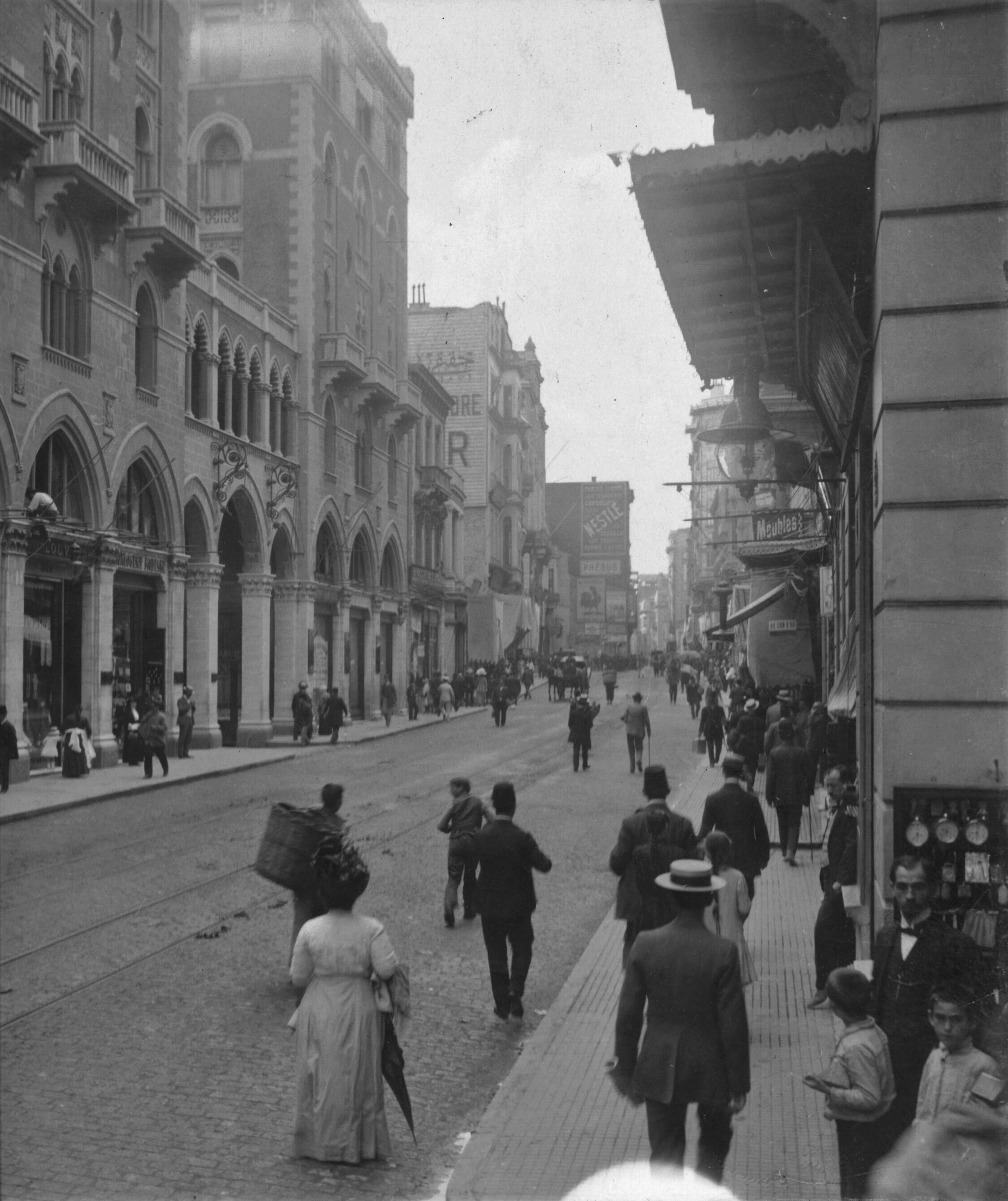
Rue de Pera, 1912.

A Avenida İstiklal é uma rua de arquitetura elegante, vedada ao trânsito automóvel, que se estende ao longo de quase 3 km, desde o antigo bairro medieval genovês de Karaköy (antigamente Gálata), junto à Torre de Gálata, até à Praça Taksim, o centro de Istambul a norte do Corno de Ouro. A avenida é uma zona de lazer e de comércio, onde se encontram lojas requintadas de todo o tipo, livrarias, galerias de arte, teatros, cinemas, bibliotecas, restaurantes, cafés, bares, alguns com música ao vivo, discotecas, chocolatarias e pastelarias históricas, night club mesquitas, igrejas católicas e ortodoxas, sinagogas, jardins públicos, etc. Ao longo da avenida circula um elétrico antigo recuperado.
Grande parte do encanto da Avenida de İstiklal reside na sua arquitetura do século XIX, onde se misturam influências turcas, gregas e ocidentais. No período otomano a área era frequentada sobretudo por intelectuais turcos e por estrangeiros europeus, cuja presença na zona remonta à época bizantina, nomeadamente italianos e franceses levantinos. Quando os visitantes estrangeiros chamavam a Constantinopla a "Paris do Oriente", referiam-se principalmente à Grande Rue de Pera, o nome dado à avenida pelos franceses levantinos, e à sua mistura cultural de Ásia e de Europa, aí mais evidente do que noutros locais.
Na avenida e suas imediações encontram-se a maior parte das antigas embaixadas estrangeiras em Istambul. Com a mudança da capital para Ancara em 1923, estes magníficos edifícios passaram a ser consulados, sendo corrente dizer-se que são os únicos consulados no mundo mais vistosos que as respetivas embaixadas.[carece de fontes?] Entre outras, encontram-se na avenida ou suas imediações as seguintes antigas embaixadas: Áustria, Espanha, França, Grécia, Itália, Países Baixos, Reino Unido, Rússia e Suécia.

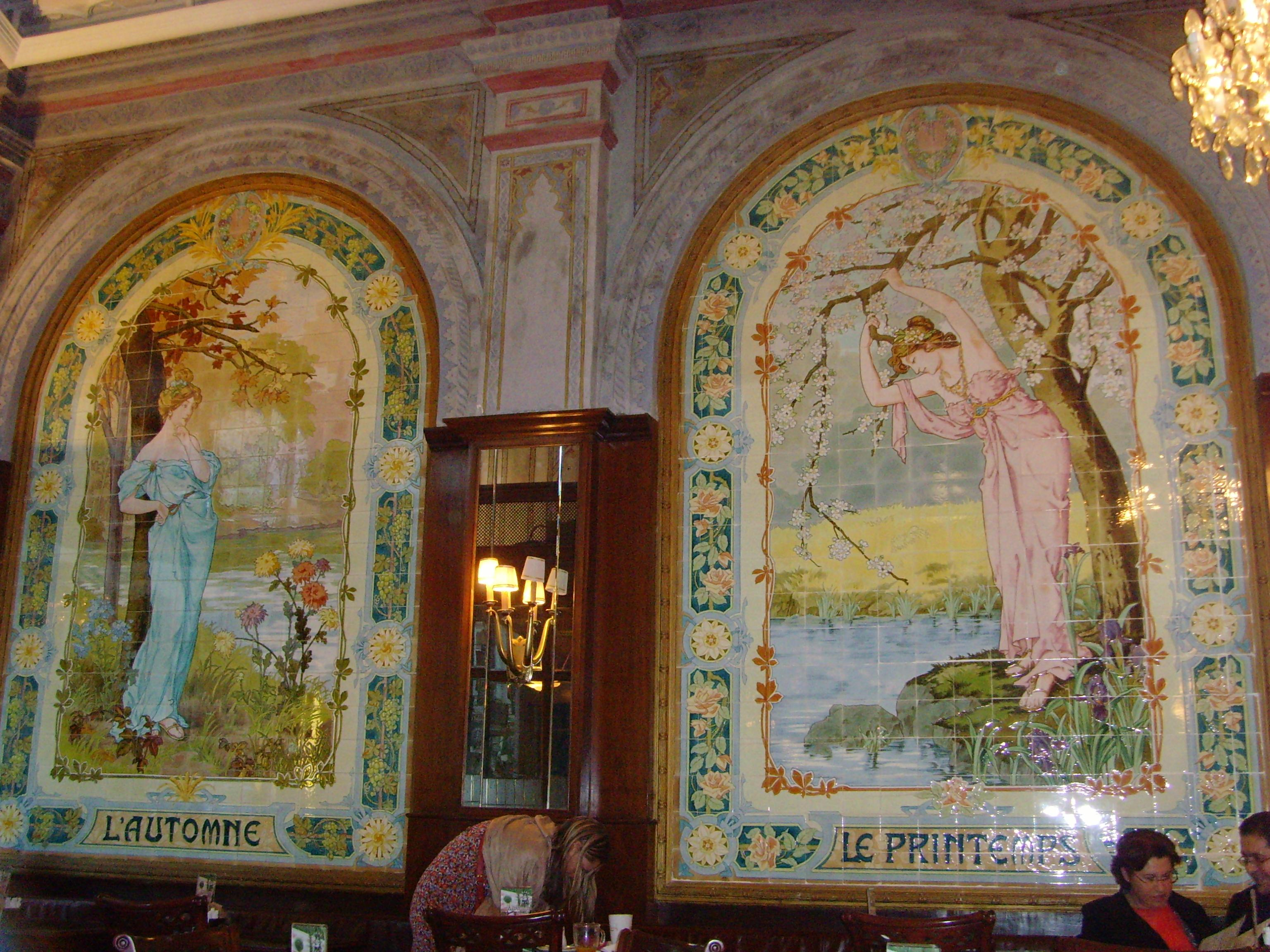
Interior Art nouveau do Café Markiz, antigo Café Lebon, um local muito popular entre a burguesia de Pera nos anos 1920

Refletindo a forte influência francesa e as modas ocidentais, no século XIX foram construídos em Pera diversas galerias comerciais, aqui chamadas de pasajı (passagem, do francês passage). Provavelmente a mais famosa é a Çiçek Pasajı (Passagem das Flores), uma galeria comercial de luxo típica do século XIX, construído no local de um dos teatros mais importantes de Istambul, que foi transformada em mercado de flores por exilados russos da revolução de 1917. A partir de 1940 as lojas de flores deram lugar a cafés, bares e restaurantes. Outras pasajı famosas são as de Rigo, Tünel, Oriental, da Síria, de Adria, Carlmann, Olívio, Fresco, Panaya, Hacopulos, Aznavur, Atlas, da Europa (Avrupa ou Dörob), Krepen, Hristaki, de Alepo, da Anatólia, da Rumélia e da África.

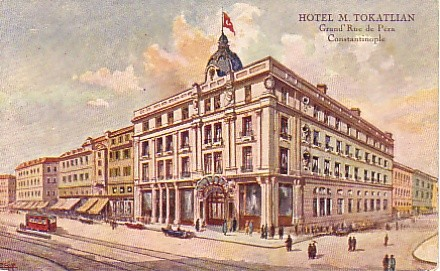
Postal antigo do Hotel Tokatliyan

Perto da extremidade sul da avenida, encontra-se a estação de Tünel, onde funciona um funicular centenário que liga esta parte alta de Beyoğlu à Ponte de Gálata. É considerada a segunda estação de metropolitano mais antiga do mundo. A avenida principia perto do Tünel, no local onde se encontra o Galata Mevlevihanesi ou Divan EdebiyatıMüzesi (Museu de literatura clássica), um antigo tekke (convento muçulmano sufista e local de reunião de fiéis), que atualmente é um museu da seita Mevlevi.
Sensivelmente a meio do percurso da avenida encontra-se a Praça Galatasaray, onde se se situa o Liceu de Galatasaray (Galatasaray Lisesi), criado no século XIX inspirado nos lycées franceses. Apesar do edifício datar do século XIX, o Galatasaray Lisesi é o sucessor de uma escola secundária criada em 1481, a Galata Sarayı Enderun-u Hümayunu (Escola do Palácio Imperial de Gálata). Ainda hoje uma das escolas secundárias mais prestigiadas da Turquia.
Igualmente na Praça Galatasaray, encontra-se o Museu de Galatasaray (Galatasaray Müzesi), cujo nome oficial é "Centro Cultural e Artístico da Universidade de Galatasaray". Foi fundado em 1868 ou 1905 por Ali Sami Yen, o fundador do Galatasaray Spor Kulübü, um ex-aluno do Liceu de Galatasaray. Depois de ter estado inicialmente instalado em Kalamış, em 1919 foi mudado para o Liceu de Galatasaray, tendo reaberto em 2009 numa antiga estação de correios remodelada para o efeito. A maior parte das exposições permanentes do museu constam de memorabilia do Galatasaray Spor Kulübü e, e menor escala, do Liceu de Galatasaray.